# 明太祖第四次北伐
明太祖第四次北伐发生于洪武十四年（1381年）。
洪武十四年（1381年）正月，北元平章乃儿不花等南侵明边境。四月十五日，朱元璋任命魏国公徐达为征虏大将军，信国公汤和为左副将军，颍川侯傅友德为右副将军，分兩路出塞北征。东路以傅友德为先锋，在灰山（今内蒙古宁城东南）大败元军，俘獲不少元軍人畜；又行軍到北黄河（即潢河，今西辽河），遇到的北元部隊不戰而逃，被明军追击，北元平章别里不花、太史文通等被俘。西路军以沐英為先鋒出長城古北口（今北京密云东北），攻取高州（今河北平泉境内）、嵩州（可能是指松州，在今内蒙古赤峰市西南）、全宁（今内蒙古翁牛特旗），渡过胪朐河（今中蒙边境克鲁伦河），俘虜北元知院李宣及其部众。八月底，明軍北征各部勝利班师。